# Hérita Ilunga
Hérita Ilunga   (Kinshasa, 25 de febrer de 1982) és un exfutbolista de la República Democràtica del Congo de la dècada de 2000.
Fou internacional amb la selecció de futbol de la República Democràtica del Congo.
Pel que fa a clubs, destacà a RCD Espanyol B, AS Saint-Étienne, Toulouse FC, West Ham United FC, Doncaster Rovers i Stade Rennais FC.